# Lloydova palača, Trst
Lloydova palača se nahaja na Trgu Unità v Trstu. Če se peljemo po obalni cesti, lahko vzdolž nje opazimo veliko zanimivih palač iz prejšnjih stoletij. Med najlepšimi so gotovo prav tiste ob Trgu Unità, katerim se splača posvetiti nekaj pozornosti. Gledano iz morja, je Lloydova palača prva zgradba na desni strani trga.
Palačo Tržaškega Lloyda je med letoma 1880 in 1884 postavil Heinrich von Foerstel v poznorenesančnem slogu. Stoji na mestu, kjer je nekoč stala stara Ribarnica, prvotno tržišče na debelo med ribiči in trgovci. Pročelje je v spodnjem delu prekrito z »bunjami«, ki so ročno izoblikovani kraški kamni; še danes nabrežinski kamnoseki pripravljajo »bunje« za bogatejše zgradbe. Zgornji dve nadstropji sta okrašeni z visokimi korintskimi stebri, balkoni in kipi. 
Zelo lepa sta kipa boginj na dveh fontanah, ki stojita na vogalih stavbe proti notranjosti trga. Stari Tržačani so radi hudomušno pripominjali, da ima Trst samo dve lepi ženski in še tisti se ne dasta premakniti. Toda kipa ne predstavljata Tržačank, temveč vodo. Upodobila sta ju Giuseppe Pokornj in Ugo Härdtl, enega za sladko vodo, drugega za morsko; tudi voda, ki priteka iz levjega žrela na vznožjih kipov, je na eni strani sladka, na drugi so jo pa črpali iz morja, kar še dobro vedo tisti Tržačani, ki so se še pred nedavnim kot otroci igrali na Velikem Trgu in so se hoteli med igranjem osvežiti s požirkom vode iz teh fontan. »Sladka voda« stoji nad nimfo, otrokom in panterom, ki pijejo pri studencu. »Morska voda« pa stoji nad skupino otroka na delfinu in povodnega moža. Seveda so po obeh vodah, sladki in morski, plule ladje Tržaškega Lloyda, ki je bila najstarejša plovna družba v Jadranu in ena prvih na svetu sploh.
Danes je v palači sedež dežele Furlanija - Julijska krajina. 